# بيير أمبرواز بوس
بيير أمبرواز بوس (مواليد 11 مايو 1992) هو عداء سباقات المضمار والميدان تخصص مسافات متوسطة بالتحديد سباق 800 متر.